# Граф Бекингем
Граф Бекингем (англ. Earl of Buckingham) — один из старейших графских титулов Англии. В течение средних веков титул учреждался несколько раз, однако все его креации были непродолжительными. В 1623 г. графы Бекингем были возведены в ранг герцогов Бекингем. В настоящее время титул не существует.

## История титула
Впервые титул графа Бекингема был учреждён в 1097 г. для Вальтера Жиффара II, чей отец Вальтер Жиффар I, сеньор де Лонгвиль, получил от Вильгельма Завоевателя обширные земельные владения в Бакингемшире за его участие в нормандском завоевании Англии. Однако уже в 1164 г. род Жиффаров пресёкся, а их титулы и владения вернулись в распоряжение королей Англии. Возможно, некоторое время титул графа Бекингема носил Ричард де Клер, сыгравший решающую роль в подчинении Ирландии Генрихом II, однако это не установлено окончательно. Следующая креация титула состоялась в 1377 г. Графом Бекингемом стал Томас Вудсток, младший сын английского короля Эдуарда III. Позднее (в 1385 г.) он получил также титул герцога Глостера. За участие в движении лордов-апеллянтов против Ричарда II Томас Вудсток в 1397 г. был казнён. Хотя его герцогский титул был объявлен конфискованным, титул графа Бекингема перешёл к его сыну, который однако скончался два года спустя без наследников. Дочь Томаса Вудстока Анна Глостерская в 1398 г. вышла замуж за Эдмунда Стаффорда, 5-го графа Стаффорда. Их сын Хамфри Стаффорд стал выдающимся полководцем, прославившим себя в сражениях Столетней войны и войны Алой и Белой розы, и в 1444 г. получил титул герцога Бекингема.
Титул графа Бекингем вновь был учреждён в 1617 г. для Джорджа Вильерса, молодого фаворита английского короля Якова I, который в 1623 г. был возведён в достоинство герцога Бекингема и позднее вошёл в историю как главный советник королей Якова I и Карла I, погибший от рук пуританского фанатика Джона Фельтона. Сын Джорджа Вильерса сохранил за собой титулы графа и герцога Бекингем, а после реставрации Стюартов в 1660 г. играл одну из центральных ролей в королевской администрации Англии. Со смертью Джорджа Вильерса, 2-го герцога Бекингема, в 1687 г. титул перестал существовать.

## Список графов Бекингем

Герб дома Жиффар

Герб Томаса Вудстока

Герб дома Стаффорд

Герб дома Вильерс

### Графы Бекингем, первая креация (1097)
- Вальтер Жиффар, 1-й граф Бекингем (ум. 1102);
- Вальтер Жиффар, 2-й граф Бекингем (ум. 1164), сын предыдущего.

### Граф Бекингем, вторая креация (1164)
- Ричард де Клер, 2-й граф Пембрук (ум. 1176).

### Графы Бекингем, третья креация (1377)
- Томас Вудсток, 1-й граф Бекингем, герцог Глостер (ум. 1397), сын короля Эдуарда III;
- Хамфри Плантагенет, 2-й граф Бекингем (ум. 1399), сын предыдущего;
- Хамфри Стаффорд (1402—1460), сын дочери Томаса Вудстока, с 1444 г. — 1-й герцог Бекингем;
- Генри Стаффорд, 2-й герцог Бекингем (1455—1483), внук предыдущего, титул конфискован в 1483 г.;
- Эдвард Стаффорд, 3-й герцог Бекингем (1477—1521), сын предыдущего, титул восстановлен в 1485 г., конфискован в 1521 г.

### Графы Бекингем, четвёртая креация (1617)
- Джордж Вильерс (1592—1628), фаворит Якова I, с 1623 г. — 1-й герцог Бекингем;
- Джордж Вильерс, 2-й герцог Бекингем (1628—1687), сын предыдущего.